# Ratiopharm Ulm
Le Ratiopharm Ulm, est un club allemand de basket-ball issu de la ville de Ulm. Le club appartient à la Basketball-Bundesliga soit le plus haut niveau du championnat allemand.

## Palmarès
| Compétitions nationales | Compétitions internationales |
| - Championnat d'Allemagne : - Champion (1) : 2023 - Coupe d'Allemagne : - Vainqueur (1) : 1996. - Finaliste (4) : 1994, 1995, 2013, 2014. | - Néant                      |

## Joueurs et personnalités du club

### Entraîneurs
Le tableau suivant présente la liste des entraîneurs du club depuis 1970.
| Rang | Nom            | Période             |
| ---- | -------------- | ------------------- |
| 1    | ?              | 1970-1990           |
| 2    | Brad Dean      | 1990-1996           |
| 3    | Charles Barton | 1996-1997           |
| 4    | Peter Krüsmann | 1997-1999           |
| 5    | Petar Juric    | 1999-oct. 2009      |
| 6    | Scott Fields   | oct. 1999-déc. 2009 |

| Rang | Nom                | Période             |
| ---- | ------------------ | ------------------- |
| 7    | Charles Brigham    | déc. 1999-nov. 2000 |
| 8    | Jarvis Walker      | nov. 2000-mars 2001 |
| 9    | Tom Ludwig         | mars 2001-juin 2001 |
| 10   | Rainer Bauer       | 2001-2003           |
| 11   | Mike Taylor        | 2003-2011           |
| 12   | Thorsten Leibenath | 2011-2019           |

| Rang | Nom          | Période   |
| ---- | ------------ | --------- |
| 13   | Jaka Lakovič | 2019-2022 |
| 14   | Anton Gavel  | 2022-     |

### Joueurs emblématiques
- Robin Benzing
- Stephen Arigbabu
- Jaka Klobučar
- Olivier Bourgain
- Édgar Sosa (basket-ball)
- Matt Howard
- Romeo Travis
- Trent Plaisted
- Coleman Collins
- Myles Hesson
- Maarty Leunen
- Deonte Burton